# Xylosma molestum
Xylosma molestum é uma espécie de planta da família Salicaceae.
É endémica da Nova Caledónia.